# Filippine ai Giochi della XXXI Olimpiade
Le Filippine hanno partecipato ai Giochi della XXXI Olimpiade, che si sono svolti a Rio de Janeiro, Brasile, dal 5 al 21 agosto 2016, con una delegazione di tredici atleti impegnati in otto discipline. Portabandiera alla cerimonia di apertura è stata la tennistavolista ventunenne Ian Lariba, alla sua prima Olimpiade.
Alla sua ventunesima partecipazione ai Giochi estivi, la rappresentativa filippina ha conquistato una medaglia d'argento grazie a Hidilyn Diaz nel sollevamento pesi.

## Partecipanti
- 400m ostacoli maschili - 1 atleta (Eric Cray)
- Maratona femminile - 1 atleta (Mary Joy Tabal)
- Salto in lungo femminile - 1 atleta (Marestella Sunang)
- Pugilato maschile - 2 atleti (Rogen Ladon e Charly Suarez)
- Golf maschile - 1 atleta (Miguel Tabuena)
- Nuoto maschile - 1 atleta (Jessie Lacuna)
- Nuoto femminile - 1 atleta (Jasmine Alkhaldi)
- Tennistavolo femminile - 1 atleta (Ian Lariba)
- Taekwondo femminile - 1 atleta (Kirstie Alora)
- Sollevamento pesi maschile - 1 atleta (Nestor Colonia)
- Sollevamento pesi femminile - 1 atleta (Hidilyn Diaz)
- Judo maschile (81 kg) - 1 atleta (Kodo Nakano)

## Medaglie

### Medagliere per disciplina
| Sport             | Oro | Argento | Bronzo | Totale |
| ----------------- | --- | ------- | ------ | ------ |
| Sollevamento pesi | 0   | 1       | 0      | 1      |
| Totale            | 0   | 1       | 0      | 1      |

### Medaglie d'argento
| Medaglia | Nome         | Sport             | Evento          |
| -------- | ------------ | ----------------- | --------------- |
| Argento  | Hidilyn Diaz | Sollevamento pesi | 53 kg femminile |

### Statistiche
Medaglie per genere
| Genere | Oro | Argento | Bronzo | Totale |
| ------ | --- | ------- | ------ | ------ |
| Uomini | 0   | 0       | 0      | 0      |
| Donne  | 0   | 1       | 0      | 1      |